# Камбаните (новела)
 Тази статия е за новелата на Чарлз Дикенс.  За парка в София вижте Камбаните.  
„Камбаните: гоблинска история за едни камбани, известяващи за отиващата си стара година и идващата нова година“ (на английски: The Chimes: A Goblin Story of Some Bells that Rang an Old Year Out and a New Year In), повече позната само като „Камбаните“ (The Chimes), е новела от Чарлз Дикенс, публикувана за първи път през 1844 г., година след „Коледна песен“.
Това е втората от поредицата му „Коледни книги“ от общо 5 новели със силни социални и морални послания, които той публикува през 1840-те години. Освен „Коледна песен“ и „Камбаните“ другите коледни книги са „Щурче в огнището“ (1845), „Битката на живота“ (1846) и „Гоненият човек“ (1848).

## Поява на книгата
Книгата е написана в края на 1844 г. по време на дългогодишното посещение на Дикенс в Италия.
Джон Форстър, първият му биограф, отбелязва, че Дикенс, търсещ заглавие и структура за следващата си договорена коледна история, един ден се стряска от звъненето на генуезки камбани, чуващи се във вилата, в която отсяда.
| „ | Цяла Генуа лежи под него, а над нея с внезапно обръщане на вятъра в жесток звук се понасят крясъкът и блъскането от всички камбанарии, изливайки се в ушите му, отново и отново, в немелодична, стържеща, нехармонична, трепереща, ужасна вибрация, която кара идеите му „да се завъртат наоколо, докато не се изгубят във вихрушка от раздразнение и замаяност и не се строполят мъртви на земята.“ | “ |

След 2 дни Форстър получава писмо от Дикенс, което заявява само: „В полунощ чухме КАМБАНИТЕ“ и така започва писането на книгата. Форстър описва намеренията на Дикенс относно написването на „Камбаните“ като нанасяне на „удар от името на бедните“.
| „ | "Те винаги са били неговите клиенти, и не бяха забравени в нито една от книгите му, но тук нямаше нищо друго за помнене... вярата му в побеждаването на всяко сериозно зло беше толкова малка, колкото ефективността на бръщолевенето на всеизвестния градски съветник относно намаляването на самоубийствата. [Дикенс] изследва възмущението си в дълбочина, точно преди да отиде в Итания, където многобройните възможности за усамотение и размишление го подсилиха и задълбочиха. И така, когато дойде време да помизли за нова „Коледна история“, той реши да я превърне в призив за бедните... Той искаше да промени обществото, както бе променил Ебенезър Скрудж – като покаже, че щастието се крепи на същите основи като тези на индивида, а именно милост, благотворителност и справедливост." | “ |

През декември 1844 г. Дикенс се завръща в Лондон за седмица и чете на приятели от готовата, все още непубликувана книга, за да прецени въздействието ѝ. Художникът Даниел Маклис, който добринася с 2 илюстрации на „Камбаните“ и присъства на 2 от тези събития, пресъздава в добре известна скица четенето от 3 декември 1844 г.

## Обяснение на заглавието
Заглавието идва от старите камбани в църквата, на чиито стъпала Троти Век извършва търговията си. Книгата е разделена на 4 части, наречени „четвъртинки“, наименувани на 4-те камбани на часовниковите кули. (По същата логика Дикенс наименува главите от Коледна песен „стъпала“ – като синоним на „строфи“ – и разделя „Щурче на огнището“ на „цвъркания“ – звуци, издавани от щурците.)

## Обобщение на сюжета
В новогодишната нощ Троти, беден възрастен „разносвач на вести“ или обикновен пратеник, е в мрачно настроение заради съобщенията във вестниците за престъпления и неморалност и се чуди дали работническата класа просто не е порочна по природата. Дъщеря му Мег и дългогодишният ѝ годеник Ричард пристигат и съобщават за решението си да се оженят на следващия ден. Троти крие опасенията си, но щастието им е засенчено от среща с помпозния местен управител Кют, както и с политикономист и млад джентълмен с носталгия. Всички те карат Троти, Мег и Ричард да се чувстват, сякаш нямат право да съществуват, камо ли да се женят.
Троти носи бележка от името на Кют на сър Джоузеф Боули, депутат, който раздава милосърдие на бедните като баща-диктатор. Боули демонстративно урежда дълговете си, за да си осигури чисто начало на новата година, и смъмря Троти, защото дължи малко от наема наем и десет или дванадесет шилинга, които не може да изплати на местния. Връщайки се в дома си, убеден, че той и бедните му братя и сестри по съдба са неблагодарни по природа и нямат място в обществото, Троти се натъква на Уил Фърн, беден сънародник, и неговата осиротяла племенница Лилиан. Фърн е обвинен в скитничество и иска да посети Кют, за да уреди нещата, но от разговор, който Троти чува в къщата на Боули, той предупреждава скитника, че Кют планира да го арестуват и изпратят в затвор. Той приютява двойката и двамата с Мег споделят оскъдната си храна и оскъдното обзавеждане с гостите си. Мег се опитва да скрие страданието си, но изглежда, че срещата с Кют и другите я е разубедила да се омъжи за Ричард.
През нощта камбаните сякаш викат Троти. Отивайки до църквата, той открива, че вратата на кулата е отключена и се качва на камбанарията, където открива духовете на камбаните и техните гоблини-служители, които го порицават за загубата на вяра в подобряването съдбата на човека. Казват му, че е паднал от кулата по време на изкачването си и вече е мъртъв, а последвалият живот на Мег трябва да му бъде за урок. Следва поредица от видения, които той е принуден да наблюдава, неспособен да се намеси в размирния живот на Мег, Ричард, Уил и Лилиан през следващите години. Ричард потъва в алкохолизъм; Мег се омъжва за него в опит да го спаси, но той умира съсипан, оставяйки я с бебе. Уил влиза и излиза от затвора заради дребни закони и ограничения; Лилиан прибягва до проституция. Накрая, потънала в дълбока бедност, Мег е принудена да обмисли да удави себе си и детето си, като по този начин извършва смъртните грехове убийство и самоубийство. Намеренията на камбаните са да научат Троти, че човечеството не е порочно по природа, а е създадено да се стреми към по-благородни неща и ще изчезне, само когато е смазано и репресирано отвъд поносимото. Троти се срива, когато вижда Мег, готова да скочи в реката. Плачейки, че е научил урока си, той моли Камбаните да я спасят, след което се оказва в състояние да я достигне и да ѝ попречи да скочи.
В края на книгата Троти се събужда като в дома си, сякаш от сън, докато камбаните звънят през първия ден на Новата година, когато Троти първоначално се е качва на кулата. Мег и Ричард са избрали да се оженят, а всички нейни приятели спонтанно са решили да осигурят сватбен празник и тържество. Авторът изрично приканва читателя да реши дали това „събуждане“ е „сън в съня“. Читателят трябва да избере между тежките последици от поведението на по-горната социална класа през очите на Троти или щастието от сватбата.

## Основни герои
- Тоби (Троти) Век, главният герой, беден възрастен пратеник или „носач на бележки“
- Маргарет (Мег) Век, 21-годишната дъщеря на Тоби
- Г-жа Ан Чикенстолкър, местната магазинерка
- Управител Кют, мирови съдия
- Г-н Филър, политически икономист утилитарист
- Сър Джоузеф Боули, богат патернистичен депутат
- Уил Фърн, сънародник
- Лилиан Фърн, осиротяла племенница на Уил

## Основни теми
Това е агитационна история като предшестващата я „Коледна песен“, написана с намерението да склони читателите да приемат моралното послание на Дикенс. Камбаните олицетворяват времето, а основните теми на историята са обобщени в трите грешки, в които е обвинен Троти:
- връщане в златна епоха, която никога не е съществувала, вместо стремеж за подобрение на тукашните и сегашни условия;
- вяра, че индивидуалните човешки радости и нещастия нямат значение за висшата сила;
- обвинение срещу бедните и нещастните, без да им се предложи нито помощ, нито съжаление.

„Който обръща гръб на падналите и обезобразените си събратя, изоставя ги с отвръщение и не следва, нито проследява с жалостни очи разградената пропаст, в която те пропадат – намирайки в паданието им буци и парченца от тази изгубена почва и вкопчвайки се в тях, докато са все още натъртени и умират в долната бездна, върши неправда срещу Небето и човека, за времето и за вечността. И вие сте извършили тази неправда!“

## Значение и отзиви
„Коледна песен“, излязла предишната година, получава изключително добри отзиви, а „Камбаните“ предизвиква обществен интерес и очакване. Седмица след публикуването ѝ са пуснати 5 сценични продукции по нея, а близо 20 000 екземпляра са продадени през първите 3 месеца. Тя има висок медиен профил и е широко рецензирана и обсъждана. Критиците не са единодушни; онези, които симпатизират на социалното и политическото ѝ послание, харесват книгата, но други я смятат за опасно радикална. Рецензентът на чартисткия вестник „Северна звезда“ нарича Дикенс „герой на бедните“; Джон Бул отхвърля неласкателните карикатури на филантропията. Книгата със сигурност е финансов успех за Дикенс и за дълго остава популярна, въпреки че в дългосрочен план славата ѝ е затъмнена от тази на „Коледна песен“.

## Алюзии и препратки

### Алюзии за произведения
Молейки висшата класа да спре да се меси в живота му и да го оставят да умре, Уил Фърн прави горчива връзка с библейската „Книга на Рут“, цитирайки умишлено погрешно речта „Където отидеш, аз ще отида“ на Рут.

### Алюзии за съвременност
Обстановката на романа е съвременна и 1840-те (Гладните четиридесет) години са време на социални и политически вълнения.
Убеждението на Троти, че бедните хора са нечестиви по природа, е повлияно от статия във вестника му за млада жена, която се е опитала да удави себе си и детето си. Този мотив се повтаря в кулминацията на книгата, когато Мег е принудена да обмисли същия начин на действие. Това е препратка към Мери Фърли, разорена млада жена, осъдена на смърт през 1844 г. за детеубийство, след като отчаянието ѝ, че не успява да се върне в приюта за бедни, я веди до опит за самоубийство, в който детето ѝ се дави. Този случай предизвика голям обществен дебат в късната пролет на 1844 година. Дикенс участва в общия протест срещу присъдата, която в крайна сметка е заменена със заточение. Сред другите произведения, вдъхновени от този случай, е стихотворението "Мостът на въздишките“ на Томас Худ.
Управителят Кют е карикатура на сър Питър Лори, магистрат от Мидълсекс, управител в местния общински съвет и бивш кмет на Лондон, известен с решителността си да „се бори“ с по-ниските социални класи и тяхното антисоциално поведение. Забележките му по случая с Мери Фърли от 1844 г. са цитирани сред вдъхновенията на Дикенс за написването на „Звънците“.
Безименният младеж, който се връща към „добрите стари времена“, е препратка към движението „Млада Англия“. Дикенс премахва много от тези препратки преди публикуването.

## Адаптации
През 1914 г. новелата е екранизирана в немия филм „Звънците“, режисиран от Томас Бентли.
Музикална адаптация на „Звънците“ е създадена от Лиза Кофод и Гай Донат Рийд, с музика от Пол Джонсън, през 1992 г. Сценично четене на произведението е организирано в театър „Уъркхаус“ в Ню Йорк.
„Звънците“ е адаптирана в 24-минутен пластелинов анимационен филм от Xyzoo Animation през 2000 г. Печели наградата „Сине Спешъл Джури“ през 2002 г.
През 2000 г. Колониалният Радиотеатър в Бостън създава пълнометражна радиопродукция на „Камбаните“. Излиза на CD от „Блекстоун Аудио“ през 2007 г. и е преиздадено от „Брилянс Аудио“ през 2011 г.
През 2004 г. в Сауърхаук Хаус е премиерата на сценичната адаптация на Лес Смит. Audible издава „Камбаните“ за своите абонати като безплатна аудио книга с коледни пожелания от компанията през 2015 г.